# Llista de senadors pel País Valencià
La llista de senadors pel País Valencià inclou els senadors al Senat espanyol en representació del País Valencià, tant electes per alguna de les tres circumscripcions valencianes com per designació de les Corts Valencianes.

## Des de latransició democràtica(1977)
| Legislatures                             | Corts Valencianes | Alacant | Castelló | València |
| Constituent (13/07/1977-02/01/1979)      | | PSOE - Julián Andúgar Ruiz →Alberto Javier Pérez Farré (des de 13/09/1977) - José Vicente Mateo Navarro PSP - José Vicente Beviá Pastor UCD - Roque Calpena Giménez                                                | PSOE - Ernesto Fenollosa Alcaide - Fernando Flors Goterris - Enrique Marco Soler UCD - Joaquín Farnós Gauchía                                                                                  | PSOE - Justo Martínez Amutio - Salvador Moragues Berto - José María Ruiz Ramírez UCD - José Antonio Noguera de Roig                                          |
| I Legislatura (27/03/1979-31/08/1982)    | | PSOE - José Vicente Beviá Pastor - Arturo Lizón Giner - Alberto Javier Pérez Farré UCD - Roque Calpena Giménez | PSOE - Ernesto Fenollosa Alcaide UCD - Manuel Cerdá Ferrer | PSOE - Alfons Cucó Giner - José María Ruiz Ramírez UCD - José Báguena Candela - Manuel Broseta Pont                                                          |
| II Legislatura (18/11/1982-23/04/1986)   | PSOE - José Alfonso Albert Sanjosé - Manuel Carbó Juan - Ángel Luna González AP - José Cholbi Diego | PSOE - Ángel Antonio Franco Gutiez - Arturo Lizón Giner - Alberto Javier Pérez Farré AP - José Cremades Mellado | PSOE - Luis Alcalá Gómez - Juan Esteller Grañana - José Antonio Iborra Cilleros AP - José María Escuin Monfort                                                                                 | PSOE - Alfons Cucó Giner - Joaquín Ruiz Mendoza - José María Ruiz Ramírez AP - Evaristo Amat de León Guitart                                                 |
| III Legislatura (15/07/1986-02/09/1989)  | PSOE - José Alfonso Albert Sanjosé →Alfonso Arenas Ferriz (des de 09/11/1988) - Manuel Carbó Juan - José Joaquín Moya Escrivá (fins al 08/11/1988) CDS - Manuel Martínez Sospedra (des de 09/11/1988) AP - José Miguel Ortí Bordás                                                                                   | PSOE - Ángel Antonio Franco Gutiez - Arturo Lizón Giner - Alberto Javier Pérez Farré AP - Miguel Barceló Pérez | PSOE - Luis Alcalá Gómez →Pablo Gardey Peiro (des de 26/07/1989) - Josefina López Sanmartín →Benjamín Salvador Nebot (des de 07/01/1989) - Miguel López Muñoz AP - José Vicente Aguilar Borrás | PSOE - Alfons Cucó Giner - Enric Sapena Granell →Josefa Frau Ribes (des de 17/06/1987) - Joaquín Ruiz Mendoza AP - Juan Albiñana Calatayud                   |
| IV Legislatura (21/11/1989-13/04/1993)   | PSOE - Alfonso Arenas Ferriz →Felipe Guardiola Sellés (des de 19/09/1991) - Manuel Carbó Juan PP - José Miguel Ortí Bordás CDS - Manuel Martínez Sospedra (fins al 18/09/1991) UV - Miquel Ramón i Quiles (des de 19/09/1991)                                                                                        | PSOE - Ángel Antonio Franco Gutiez - Arturo Lizón Giner - Alberto Javier Pérez Farré PP - Miguel Barceló Pérez | PSOE - Miguel López Muñoz - Benjamín Salvador Nebot - Ofelia Salvador Nomdedéu AP - Juan José Ortiz Pérez                                                                                      | PSOE - Alfons Cucó Giner - Josefa Frau Ribes - Joaquín Ruiz Mendoza PP - Ignacio Gil Lázaro                                                                  |
| V Legislatura (29/06/1993-09/01/1996)    | PSOE - Manuel Carbó Juan (fins al 25/07/1995) - Felipe Guardiola Sellés (fins al 25/07/1995) - Antoni Garcia Miralles (des de 26/07/1995) - Joan Lerma Blasco (des de 26/07/1995) UV - Miquel Ramón i Quiles - Vicente Ferrer Roselló (des de 26/07/1995) PP - José Miguel Ortí Bordás                               | PP - Miguel Barceló Pérez →Miguel Ortiz Zaragoza (des de 29/09/1993) - Laura Martínez Berenguer - José Joaquín Ripoll Serrano →Juan Antonio Rodríguez Marín (des de 12/07/1995) PSOE - Ángel Antonio Franco Gutiez | PP - José María Escuin Monfort - Juan José Ortiz Pérez - Miguel Prim Tomás PSOE - Miguel Bellido Ribés                                                                                         | PP - Pedro Agramunt Font de Mora - Esteban González Pons PSOE - Alfons Cucó Giner - Josefa Frau Ribes                                                        |
| VI Legislatura (27/03/1996-18/01/2000)   | PP - José Miguel Ortí Bordás →José Rafael García-Fuster y González-Alegre (des de 17/12/1996) - Vicente Ferrer Roselló - Juan Seva Martínez (des de 28/07/1999) - Diego Ladislao Castell Campesino (des de 28/07/1999) PSOE - Antoni Garcia Miralles - Joan Lerma Blasco                                             | PP - Miguel Barceló Pérez - Vicente Magro Servet →María Inmaculada de España Moya (des de 26/09/1997) - Laura Martínez Berenguer PSOE - Ángel Antonio Franco Gutiez                                                | PP - José María Escuin Monfort - Miguel Prim Tomás - Gabriel Elorriaga Fernández PSOE - José Antonio Beltrán Miralles                                                                          | PP - Pedro Agramunt Font de Mora - Esteban González Pons - Leopoldo Ortiz Climent PSOE - Josefa Frau Ribes                                                   |
| VII Legislatura (05/04/2000-20/01/2004)  | PP - Diego Ladislao Castell Campesino - Vicente Ferrer Roselló (fins al 24/06/2003) - Juan Seva Martínez →Eduardo Zaplana Hernández-Soro (des del 25/06/2003) - José Cholbi Diego (des del 25/06/2003) PSOE - Antoni Garcia Miralles - Joan Lerma Blasco                                                             | PP - Miguel Barceló Pérez - María Inmaculada de España Moya - Míriam Blasco Soto PSOE - Ángel Antonio Franco Gutiez →Fernando Ruiz García (des de 01/10/2003)                                                      | PP - José María Escuin Monfort →Carlos Daniel Murria Climent (des de 17/10/2000) - Gabriel Elorriaga Fernández - María Carmen Pardo Raga PSOE - Francisco Arnau Navarro                        | PP - Pedro Agramunt Font de Mora - Esteban González Pons →María Ángeles Crespo Martínez (des de 21/06/2003) - María José Mora Devis PSOE - Segundo Bru Parra |
| VIII Legislatura (02/04/2004-15/01/2008) | PP - Diego Ladislao Castell Campesino - José Cholbi Diego - Julio Francisco de España Moya (des de 17/07/2007) - Andrea Fabra Fernández (des de 17/07/2007) - Juan Antonio Rodríguez Marín (des de 17/07/2007) PSOE - Antoni Garcia Miralles - Joan Lerma Blasco - Juan Andrés Perelló Rodríguez (des de 17/07/2007) | PP - Miguel Barceló Pérez - María Inmaculada de España Moya - Míriam Blasco Soto PSOE - Juan Pascual Azorín Soriano                                                                                                | PP - Gabriel Elorriaga Fernández - Carlos Daniel Murria Climent - Juan José Ortiz Pérez PSOE - Juan Bautista Cardona Prades                                                                    | PP - Pedro Agramunt Font de Mora - José María Chiquillo Barber - José Luis Juan Sanz PSOE - Segundo Bru Parra                                                |
| IX Legislatura (01/04/2008-27/09/2011)   | PP - Julio Francisco de España Moya - Alfonso Gustavo Ferrada Gómez - Juan Antonio Rodríguez Marí (fins al 29/06/2011) - Gerardo Camps Devesa (des de 30/06/2011) PSOE - Joan Lerma Blasco - Juan Andrés Perelló Rodríguez →Leire Pajín Iraola (des de 25/11/2009) - José María Ángel Batalla (des de 30/06/2011)    | PP - Miguel Barceló Pérez →Agustín Almodóbar Barceló (des de 23/10/2008) - Míriam Blasco Soto - Miguel Ortiz Zaragoza PSOE - Juan Pascual Azorín Soriano                                                           | PP - Juan José Ortiz Pérez - Manuel Guillermo Altava Lavall - Araceli Peris Jarque PSOE - Juan Bautista Cardona Prades                                                                         | PP - Pedro Agramunt Font de Mora - José María Chiquillo Barber - María Ángeles Crespo Martín PSOE - Carmen Alborch Bataller                                  |
| X Legislatura (13/12/2011-)              | PP - Julio Francisco de España Moya - Alfonso Gustavo Ferrada Gómez - Juan José Ortiz Pérez - Juan Antonio Rodríguez Marín PSOE - Joan Lerma Blasco - José María Ángel Batalla | PP - Agustín Almodóbar Barceló - Miguel Antonio Campoy Suárez - Virginia Romero Bañón PSOE - Encarnación Llinares Cuesta                                                                                           | PP - Manuel Guillermo Altava Lavall - Araceli Peris Jarque - Enrique Aparicio Moya PSOE - Enrique Navarro Andreu                                                                               | PP - Pedro Agramunt Font de Mora - José María Chiquillo Barber - Carlota Ripoll Juan PSOE - Carmen Alborch Bataller                                          |